# Quest of the Perfect Woman: The Vampire of Marrakesh
Quest of the Perfect Woman: The Vampire of Marrakesh è un cortometraggio del 1933 prodotto dalla Hammer. Girato a Marrakech, fu interpretato da Tom Terriss.